# 沃拉德羅角
62°36′26.9″S 61°04′40.7″W / 62.607472°S 61.077972°W

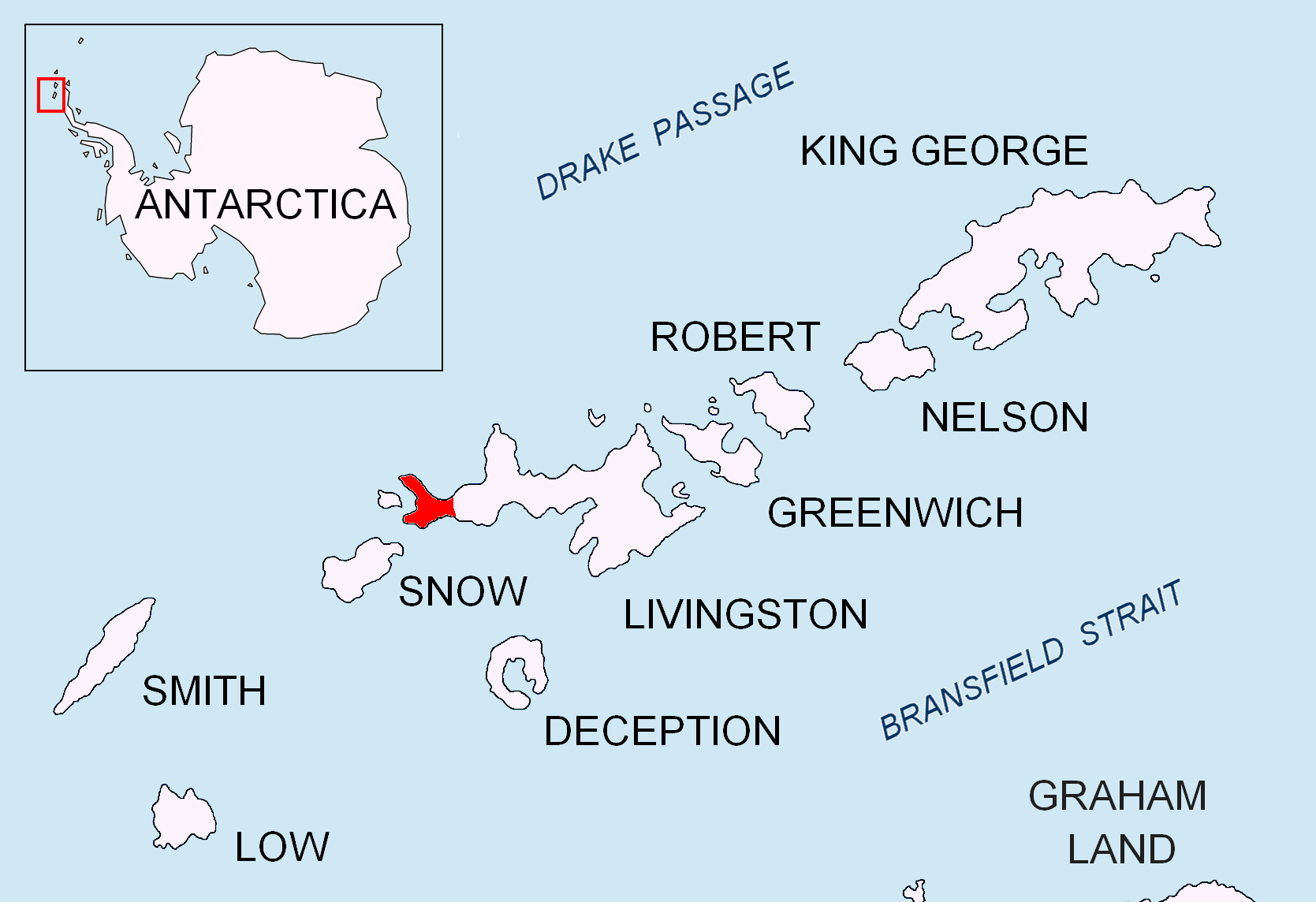

沃拉德羅角是南極洲的海岬，位於南設得蘭群島的利文斯頓島，處於埃塞克斯角東南面6.46公里和維拉德角西北面1.19公里，最高點海拔高度116米。

## 外部連結
- SCAR Composite Antarctic Gazetteer（页面存档备份，存于）.